# Prayut Chan-o-cha
Prayut Chan-o-cha (også translittereret som Prayuth Chan-ocha. thai: ประยุทธ์ จันทร์โอชา), født den 21. marts 1954, er en thailandsk politiker, selvproklameret som landets 29. premierminister fra 24. august 2014, fra 5. juni 2019 valgt som premierminister med embede indtil 20. marts 2023, hvor der blev udskrevet nyvalg til underhuset. Herefter fungerende premierminister indtil en ny blev valgt af parlamentet, den 22. august. Desuden forhenværende general og øverstbefalende for hæren fra oktober 2010 til oktober 2014. Prayuth Chan-ocha overtog ledelsen af nationen ved et ublodigt militærkup den 22. maj, 2014, hvor han sammen andre generaler styrede gennem National Council for Peace and Order (NCPO), Det Nationale Råd for Fred og Orden.
Efter fem år som leder af militærjuntaen frem til parlamentsvalget i marts 2019, blev Prayut den 5. juni valgt som premierminister med et kombineret stemmeflertal i det folkevalgte Repræsentanternes Hus og det af militæret udpegede Senat. I maj 2023 markerede premierminister Prayut Chan-o-cha ni år ved magten. I thailandsk politik er dette en bemærkelsesværdig lang embedsperiode, der overgår selv Prem Tinsulanondas otte-årige styre i 1980'erne; ikke siden Thanom Kittikachorns embedsperiode fra 1963 til 1973 har nogen thailandsk leder været i embedet i over ni år.
Prayut omtales til tider i thailandske medier med øgenavnet "Big Tu" (thai: บิ๊กตู่), hvilket betyder "at gribe med magt" (at gribe magten med magt). Politisk kaldenavn/kælenavn er "Uncle Tu", på dansk, "Onkel Tu". Kaldenavneter et ordspil med udtrykket tu mai roo lom (thai: ตู่ไม่รู้ล้ม, dansk: jeg ved ikke, hvordan man falder). Ordlegen kan både henvise til en yadong-opskrift (kur), der foregiver at øge viriliteten, og til at Prayut modstår tonsvis af kritik, protester og kontroverser, men formår at holde fast i sin position og dermed "ved ikke, hvordan man falder".

## Tidligt liv og uddannelse
Prayut Chan-o-cha blev født den 21. marts 1954, i den nordøstlige provins Nakhon Ratchasima. Hans far var
oberst i hæren og hans mor skolelærer. Han har to brødre og en søster, den ene bror er general i hæren og søsteren general i luftvåbenet.
Prayut Chan-o-cha fik sin grundskoleuddannelse i Lop Buri og forsatte i gymnasium i Bangkok. Derefter blev han uddannet fra Forsvarskollegiernes Forberedende Skole (the Armed Forces Academies Preparatory School) i 1971 og senere Chulachomklao Royal Military Academy i 1976. Efter afsluttet akademiuddannelse begyndte han sin militære karriere i det 21. Infanteriregiment, kendt kollektivt som Dronningens Vagt.

## Militærkarriere
Prayut Chan-o-cha blev stedfortrædende øverstbefalende for 2. Infanteridivision, der husede indflydelsesrige fraktioner og officerer i en gruppering kaldt Burapha Phayak (dansk, Østlige Tigre), blandt andre general, og senere hærchef, Prawit Wongsuwan, der sidenhen blev medlem af Chan-o-chas militærregering.
I 2003 blev Prayut forfremmet til øverstbefalende for den 2. Infanteriedivision, og to år senere stedfortrædende øverstbefalende for hele Den Første Arme, der inkluderer 2. Infanteriedivisionen, og efter et år den øverstbefalende for armeen. Han fungerede som stabschef for Den Kongelige Thailandske Arme (Royal Thai Army) fra 2008 til 2009 og blev hærens øverstbefalende i 2010. Fire år senere, i 2014 ledede han nationens 21. statskup.
Prayut blev boende i en militærbolig, efter han blev valgt som premierminister i 2019, hvilket har medført kritik, selv om pensionerede generaler har mulighed for, at blive gratis boende i et af militæret ejet hus. Et argument i forbindelse med genopstilling til valg i 2023 er, at de, der deltager i almindelige valg, inklusive medlemmer af regeringen, ved lov er forbudt at benytte statsejendom eller personale under deres valgkampagner.

## Politisk karriere

### Statskup
Den 22. maj 2014 ledede Prayut Chan-o-cha et ublodigt statskup efter en syv-måneders periode med politiske uroligheder, hvor bevægelsen gultrøjer havde demonstreret i Bangkok mod den siddende demokratisk valgte regering under ledelse af Yingluck Shinawatra. Selv om militæret lovede et hurtigt nyvalg til parlamentet efter kuppet, udråbte Prayut sig selv som premierminister tre måneder senere, den 21. august, og beholdt posten i næsten fem år. Efter ændring af forfatningen (grundloven) i 2017, blev der endeligt udskrevet valg til afholdelse den 24. marts 2019. Dog ville det endelige valgsresultat ikke blive offentliggjort før efter kong Vajiralongkorns kroning den 4. maj. Chan-o-cha var under militærregeringen fratrådt som general, og stillede op som premierministerkandidat for et nystiftet politisk parti, Palang Pracharat. Det nye demokratisk valgte parlament mødtes første gang den 24. maj, fem år efter statskuppet, Chan-o-cha blev derved den kupmager, der havde beholdt magten i længst tid i nyere thailandsk historie.

### Valgt som premierminister
Den 5. juni 2019, blev Prayut Chan-o-cha valgt som Thailands 29. premierminister med kombineret stemmeflertal fra 500 folkevalgte parlamentsmedlemmer i Repræsentanternes Hus, og 250 af militæret udpegede senatorer.
Hvor Prayut i begyndelsen stod for national forsoning, som leder af kupmagernes NCPO (Nationale Råd for Fred or Orden; engelsk, National Council for Peace and Order), blev han efter fem års militærregime, årsag til politisk splittelse mellem demokrater og militære magthavere. Hans politiske opgave som valgt premierminister, baseret på et tyndt mandat, blev at bevise, at der findes noget imellem demokrati og diktatur.

### Tvivl om embedsperiode som premierminister
Der blev i 2022 rejst tvivl om, hvorvidt Prayut Chan-o-cha kunne fortsætte, hvis man regner med datoen for magtovertagelse som premierminister, den 24. august efter militærkuppet i 2014, da en premierminister kun kan forblive otte år i embedet. Oppositionen indbragte spørgsmålet for Forfatningsdomstolen. Der er to mulige udregninger, enten fra han blev premierminister under militærjuntaen, den 27. august 2014 under en midlertidig forfatning, hvorved hans embedsperiode udløber 24. august 2022, eller at hans embede begyndte, da han blev udpeget som premierminister den 9. juni 2019, efter parlamentsvalget den 24. marts samme år. Forfatningens paragraf 158, stk. 1 siger: "Kongen udpeger premierministeren og højst 35 ministre til at danne regering, som er ansvarligt for statens anliggender". Forfatningsdomstolen afgjorde med stemmerne 5-4, at de ville behandle anmodningen om Prayuts embedsperiode, hvorfor han måtte tage en pause som premierminister. Embedet blev overdraget til vice-premierminister Prawit Wongsuwans varetægt, mens Chan-o-cha kunne forsætte i regeringen som forsvarsminister.
Den 30. september afgjorde Forfatningsdomstolen, at Prayut i henhold til forfatningen kan fortsætte som premierminister, da Chan-o-cha endnu ikke har afsluttet sin otte-årige embedsperiode, eftersom hans embede som premierminister begyndte i 2017, året hvor forfatningen blev offentliggjort, og ikke i 2014, året hvor han kom til magten ved et statskup, som han selv havde orkestreret som hærchef tidligere samme år.

### Genopstillede ved 2023-valget
Prayut Chan-o-cha genopstillede ved parlamentsvalget den 14. maj 2023 for det nystiftede "ultra konservative" parti Ruam Thai Sang Chart (engelsk: United Thai Nation Party, dansk: Forenede Thailandske Nation). Partiet fik kun 36 pladser i Repræsentanternes Hus ud af 500. Den 11. juli meddelte Prayut, at han forlod politik. En ny premierminister skulle vælges af parlamentet den 13. juli. Chan-o-cha udtalte: »Fra nu af vil jeg stoppe med politik. Jeg træder tilbage som medlem af United Thai Nation (Ruam Thai Sang Chart) Party. Som premierminister har jeg arbejdet hårdt for at beskytte nationen, religionen og monarkiet til gavn for folket. Resultatet bærer i øjeblikket frugt for offentligheden.«

### Hvad Prayut opnåede poltisk
Med flere end ni år ved magten – heraf fem års militær-regering, hvor premierministeren praktisk talt havde absolut magt – bør Prayut-æraen betragtes som en af nationens bedste nyere muligheder for langsigtet økonomisk planlægning og præstation. Thailand er et land, der leder efter nye vækstmotorer. I erkendelse af dette, satte Prayuts regering et mål om, at bringe Thailand til status som udviklet land inden 2037. Thailand Development Research Institute (forkortet TDRI, dansk: Thailands udviklingsforskningsinstitut) udgav en rapport, der evaluerer Prayut-administrationens anden periode, den demokratisk valgte regering fra 2019 til 2023. Der er tre nøgleområder, som rapporten fremhæver: industriel strategi, infrastruktur og uddannelse.
Et af Prayut-regeringens flagskibsprogrammer var Eastern Economic Corridor (forkortet EEC, dansk: Den Østlige Økonomiske Korridor). Rapporten finder, at EEC har haft stor succes med at tiltrække nye investeringer, især i eksisterende industrier såsom elektronik og biler. EEC har dog opnået langt mindre med hensyn til investeringer i de nye S-kurve-industrier (ny virksomhed med et nyt produkt eller en ny tjeneste, til massemarkedet), såsom robotteknologi. 
Prayuts regering opnåede indiskutabel succes med infrastruktur, både fysisk og digitalt. TDRI-rapporten nævner, at selvom adskillige projekter blev forsinket af coronaviruspandemien, gennemførte Prayut-administrationen med succes mange offentlige transportprojekter, herunder tre nye bybane-toglinjer i Bangkok. Digitale tjenester såsom Promptpay (en betalings-app) kom frem under pandemien, hvilket gjorde meget for at fremme Thailands digitale økonomi. Dog førte en stor del af regeringens øvrige digital-relaterede lovgivning ikke til konkrete resultater i embedsperioden.
TDRI-rapporten bemærkede uddannelse, som problematisk. Rapporten påpegede, at grundskolens læseplan ikke var blevet revideret i 15 år, og trods tidlige bestræbelser fra regeringen på delvist at opbygge en ny kompetencebaseret læseplan, "nægtede politiske aktører at tillade dens brug, hvilket betød, at landet mistede en mulighed, for at modernisere sin uddannelse." Prayuts anden regering fortsatte indsatsen fra den første med sandkasseområder, hvor det blev muligt for nogle skoler, at være mere uafhængige indenfor innovation, hvilket opnåede en vis succes, men med uklare resultater for uddannelsessystemet som helhed.
Med tålmodighed og vedholdenhed lykkedes det diplomatiet under Prayuts regering, at afhjælpe genopretning af landets internationale tillid i det globale samfund og i engagement med stormagterne. Med succes blev flere irriterende grænseoverskridende problemer, som havde hjemsøgt tidligere regeringer, løst. Blandt andet blev Thailands indsats for at tackle menneskehandel løftet til niveau 2 af USA i 2022. Desuden fik seriøs bekæmpelse af ulovligt fiskeri ros fra EU. Som ASEAN-formand i 2019 spillede Thailand en afgørende rolle i at skabe indgåelse af Regional Comprehensive Economic Partnership (dansk: Regionalt omfattende økonomisk partnerskab, forkortet RCEP), som blev underskrevet et år senere i Hanoi. I 2022 sluttede Prayut-regeringen sig til USAs nye økonomiske initiativ, kendt som Indo-Pacific Economic Framework for Prosperity (dansk: Indo-Pacific økonomisk ramme for velstand, forkortet IPEF). Den mest bemærkelsesværdige præstation, hvad angår bilaterale forbindelser, var imidlertid, at de thai-saudiarabiske forbindelser blev genoprettet og fuldt normaliseret efter mere end tre årtiers fastfrysning.

### Statsrådsmedlem
Den 29. november 2023 blev Prayut udnævnt til medlem at Statsrådet af kong Maha Vajiralongkorn. Statsrådet, der fungerer som et organ af rådgivere for kongehuset, blev oprettet efter britsk forbillede under kong Rama Vs regeringstid (1853-1910). Rådsmedlemmerne har blandt andet til opgave, at koordinere mellem kongehuset og regeringen, parlamentet, domstolene, private organisationer og borgere i forhold anført i relevante love.

### Savner Onkel Tu
Trods Prayut Chan-o-cha i embedet som premierminister blev mødt med betydelig kritik fra det thailandske onlinesamfund, skete der i sommereren 2024 en overraskende ændring. En fængende melodi med titlen "Savner Onkel Tu" (thailandsk: คิดถึงลุงตู่) gik viralt og udløste en bølge af nostalgi for den tidligere landsleder. Politiske analytikere antydede, at denne tendens til dels kunne skyldes utilfredshed med den nuværende regering, hvor det ledende Pheu Thai Party, blev kritiseret for ikke at tage fat på presserende nationale spørgsmål. Deres fokus på den såkaldte "digitale tegnebog", et løfte fra valgkampen i 2023, overskyggede andre presserende spørgsmål.

## Privat
Prayut Chan-o-cha er også sangskriver og har komponeret otte sange siden han blev Thailands leder efter 2014-statskuppet.
Han er gift med Naraporn Chan-o-cha og har to børn.

### Prayut Chan-o-cha eller Prayuth Chan-ocha?
I begyndelsen stavede engelsksprogede thai medier navnet som Prayuth Chan-ocha i 2014, men ændrede nogle år senere translitterationen til Prayut Chan-o-cha, mens nogle udenlandske medier stadig anvendte den anden stavemåde. På breve fra premierministerens kontor skrives Prayut Chan-o-cha.